# EKS (Satellitensystem)
EKS (russisch Единая космическая система Vereinheitliches Weltraum System, GRAU-Index: 14F142) ist ein russisches Frühwarnsatellitensystem zur Erkennung von Raketenstarts.
Die dreiachsenstabilisierten Satelliten dieses (auch Tundra genannten) Typs sollen die alten Satelliten der Oko-Baureihe ablösen. Ein einzelner EKS-Satellit soll dabei fünf bis sechs Oko-Satelliten ersetzen können. Die Satelliten sollen auch gesicherte Notfallkommunikationstechnik für den Fall eines Atomkrieges tragen. Sie sollen die erdgestützen Frühwarnsysteme vom Typ Woronesch-DM ergänzen.
Die Entwicklung der Satelliten startete im Jahr 2000. Im Jahr 2007 beauftragte die russische Regierung RKK Energija mit dem Bau des ersten Satelliten. Der Erststart sollte 2009 erfolgen, verzögerte sich jedoch bis Ende 2015.

## Satelliten
Stand der Liste: 1. Januar 2024
| Satellit                        | COSPAR-Bezeichnung | Orbit ca.                              | Startdatum         | Status  |
| ------------------------------- | ------------------ | -------------------------------------- | ------------------ | ------- |
| Kosmos 2510 (EKS 1, Tundra 11L) | 2015-066A          | Molnija-Orbit 39.000 x 1.500 km, 63.1º | 17. November 2015  | aktiv   |
| Kosmos 2518 (EKS 2, Tundra 12L) | 2017-027A          | Molnija-Orbit 38.000 x 2.500 km, 63.3º | 25. Mai 2017       | aktiv   |
| Kosmos 2541 (EKS 3, Tundra 13L) | 2019-065A          | Molnija-Orbit 38.500 x 1.500 km, 63.8º | 26. September 2019 | aktiv   |
| Kosmos 2546 (EKS 4, Tundra 14L) | 2020-031A          | Molnija-Orbit                          | 22. Mai 2020       | aktiv   |
| Kosmos 2552 (EKS 5, Tundra 15L) | 2021-113A          | Molnija-Orbit                          | 25. November 2021  | aktiv   |
| Kosmos 2563 (EKS 6, Tundra 16L) | 2022-145A          | Molnija-Orbit                          | 2. November 2022   | aktiv   |
| EKS 7, Tundra 17L               |                    | Molnija-Orbit                          |                    | geplant |